# Abdourahman Waberi
Abdourahman Ali Waberi (Gibuti, 20 luglio 1965) è uno scrittore gibutiano.
Nato in quella che si chiamava ancora "la Côte française des Somalis", attuale Repubblica di Gibuti, lascia il suo paese nel 1985 per proseguire i suoi studi di anglistica in Francia a Caen e Digione. Scrittore e professore di inglese al liceo, è un ammiratore dello scrittore somalo Nuruddin Farah, al quale ha consacrato una tesi di dottorato. Dal 1994, ha pubblicato diversi romanzi, racconti e articoli per diversi quotidiani e riviste, tra cui Lettre International, Libération, Le Monde, Le Monde diplomatique, Il Manifesto, Jeune Afrique, Lo straniero e scrive regolarmente per Internazionale.
Il suo primo romanzo Le Pays sans Ombre, del 1994, ha ottenuto "le Grand Prix de la nouvelle francophone" dell'Accademia reale di Lingua e di Letteratura Francese del Belgio. Costituito da una raccolta di racconti brevi, dipinge il ritratto caleidoscopico di un paese decimato dalla febbre, le carestie e le guerre.
Nel 2000, Waberi pubblica Moisson de crânes, dedicato al genocidio in Ruanda, e nel 2001 una nuova raccolta di racconti, Rift routes rails, segnati dall'esilio e dalla deriva di un continente spogliato del suo passato e delle sue tradizioni. In tutti e due casi l'autore sottolinea le rotture e le erranze dell'Africa. Gli Stati Uniti d'Africa del 2006, racconta un mondo capovolto in cui l'Africa è un continente prosperoso che attrae migranti dall'Europa e dall'America. Gli Stati Uniti d'Africa ha riscosso un notevole successo internazionale e nel 2009 è stato pubblicato in edizione tascabile da Feltrinelli.
I libri di Waberi sono tradotti in numerose lingue. In Italiano sono stati pubblicati: Balbala, Mietitura di teste, Transit e Gli Stati Uniti d'Africa.
Il suo ultimo libro, "Passages des larmes", JL Lattès 2009, è un romanzo poetico sull'esilio, che offre al contempo una riflessione profonda sul fanatismo e la geopolitica del corno d'Africa.
Waberi è stato uno dei laureati 2006, nella categoria letteratura, della borsa DAAD Berliner Kunstlerprogramm, soggiornando per un anno a Berlino. Nel 2007, è stato 'fellow' del Donald and Susan Newhouse Humanities al Wellesley College, vicino a Boston. Borsista della Accademia di Francia, Villa Medici a Roma nel 2010, Waberi è attualmente è visiting professor presso l'Africana departement del Claremont Colleges in California.

## Pubblicazioni
- 1994 – Pays sans ombre, Serpent à plumes.
- 1996 – Cahier nomade, Serpent à plumes.
- 1997 – L'œil nomade, L'Harmattan.
- 1997 – Balbala, Serpent à plumes.
  - 2003 – Balbala, Edizioni Lavoro.
- 2000 – Moisson de crânes, Serpent à plumes.
  - 2001 – Mietitura di teste, Edizioni Lavoro.
- 2000 – Les Nomades, mes frères vont boire à la Grande Ourse, Hachette Education.
- 2001 – Rift, routes, rails, Gallimard.
- 2002 – Bouh et la vache magique, Vanves.
- 2003 – Transit, Gallimard.
  - 2005 – Transit, Morellini Editore.
- 2006 – Aux États-Unis d'Afrique, Jean-Claude Lattès.
- 2007 – Aux États-Unis d'Afrique, Babel, Actes Sud.
  - 2007 – Gli Stati Uniti d'Africa, Morellini Editore.
  - 2009 – Gli Stati Uniti d'Africa, Feltrinelli Editore.
  - 2009 - "Passage des larmes", Jean-Claude Lattès, Paris, 2009, (ISBN 9782709631075)
- 2019 - Pourquoi tu danses quand tu marches ?, Paris, Jean-Claude Lattès, 2019.
- 2022 - Dis-moi pour qui j’existe ? (roman), Paris, Jean-Claude Lattès, 2022.